# Коварський Анатолій Юхимович
Анато́лій Юхи́мович Кова́рський (11 січня [24 січня] 1904, с. Попівка, нині Конотопського району Сумської області — †31 січня 1974, м. Кишинів, Молдавська РСР) — вчений-генетик, селекціонер.

## Біографія
Коварський Анатолій Юхимович народився 11 січня 1904 року в с. Попівка, нині Конотопського району Сумської області В 1924 році закінчив Харківський сільськогосподарський інститут. Очолював фітоселекційну станцію заповідника «Чаплі» (селище Асканія-Нова, нині смт. Чаплинського району Херсонської області. Від 1930 року працював у Харківському інституті механізації та електрифікації сільського господарства. Від 1935 року працював у Херсонському сільськогосподарському інституті. В 1944—1974 працював завідувачем кафедри селекції та насінництва польових культур, директором експериментально-селекційної станції Кишинів. Він провів наукові дослідження з інтродукції та акліматизації, гетерозису і віддаленої гібридизації рослин. Коварський А. Ю. зібрав великі колекції зернових, зернобобових та технічних культур. Вивів нові сорти та форми рослин — арахісу, кунжуту, лобії, коров'ячого гороху, нуту, сої, квасолі. Займався також селекцією озимої пшениці та кукурудзи.

## Досягнення
- 1940 — Доктор сільськогосподарських наук
- 1965 — Академік АН Молдовської РСР
- 1946 — Заслужений діяч наук Молдовської РСР

## Наукові праці
1. Кунжут (Олійна рослина в Україні). Х., 1930
2. Опыт производственной интродукции чуфы, или земляного миндаля (Cyperus esculentus) на Херсонщине // Науч. зап. Херсон. с.-х. ин-та. 1939. Вып. 1
3. Квадратно-гнездовой посев сельскохозяйственных культур. Кишинев, 1952 (співавторство)
4. История сортового состава пшеницы в Молдавии. Кишинев, 1969 (співавторство)
5. Методы селекции зернобобовых культур и выведение новых сортов для условий Молдавии. Кишинев, 1970 (співавторство)